# Peñaparda
Peñaparda ist ein Ort und eine Gemeinde (municipio) mit 308 Einwohnern (Stand: 2024) im Süden der Provinz Salamanca in der Autonomen Region Kastilien-León im Westen Spaniens. Neben dem Hauptort Peñaparda gehört auch der Weiler Dehesa de Perosín zur Gemeinde.

## Lage
Peñaparda liegt in der Sierra de Gata gut 140 km (Fahrtstrecke) südwestlich der Provinzhauptstadt Salamanca in einer Höhe von ca. 860 m nahe der Grenze zu Portugal. Am Nordrand der Gemeinde fließt der Río Águeda. Das Klima ist gemäßigt bis warm; Regen (ca. 804 mm/Jahr) fällt hauptsächlich im Winterhalbjahr.

## Bevölkerungsentwicklung
| Jahr      | 1970 | 1981 | 1991 | 2001 | 2011 | 2021 |
| Einwohner | 762  | 675  | 543  | 470  | 399  | 339  |

Der deutliche Bevölkerungsrückgang seit den 1950er Jahren ist im Wesentlichen auf die Mechanisierung der Landwirtschaft, die Aufgabe bäuerlicher Kleinbetriebe und den damit einhergehenden Verlust von Arbeitsplätzen zurückzuführen.

## Sehenswürdigkeiten
- Kirche Unser Lieben Frau auf dem Berge Karmel (Iglesia de Nuestra Señora del Carmen)
- Rathaus
- Museum zur Leinenweberei

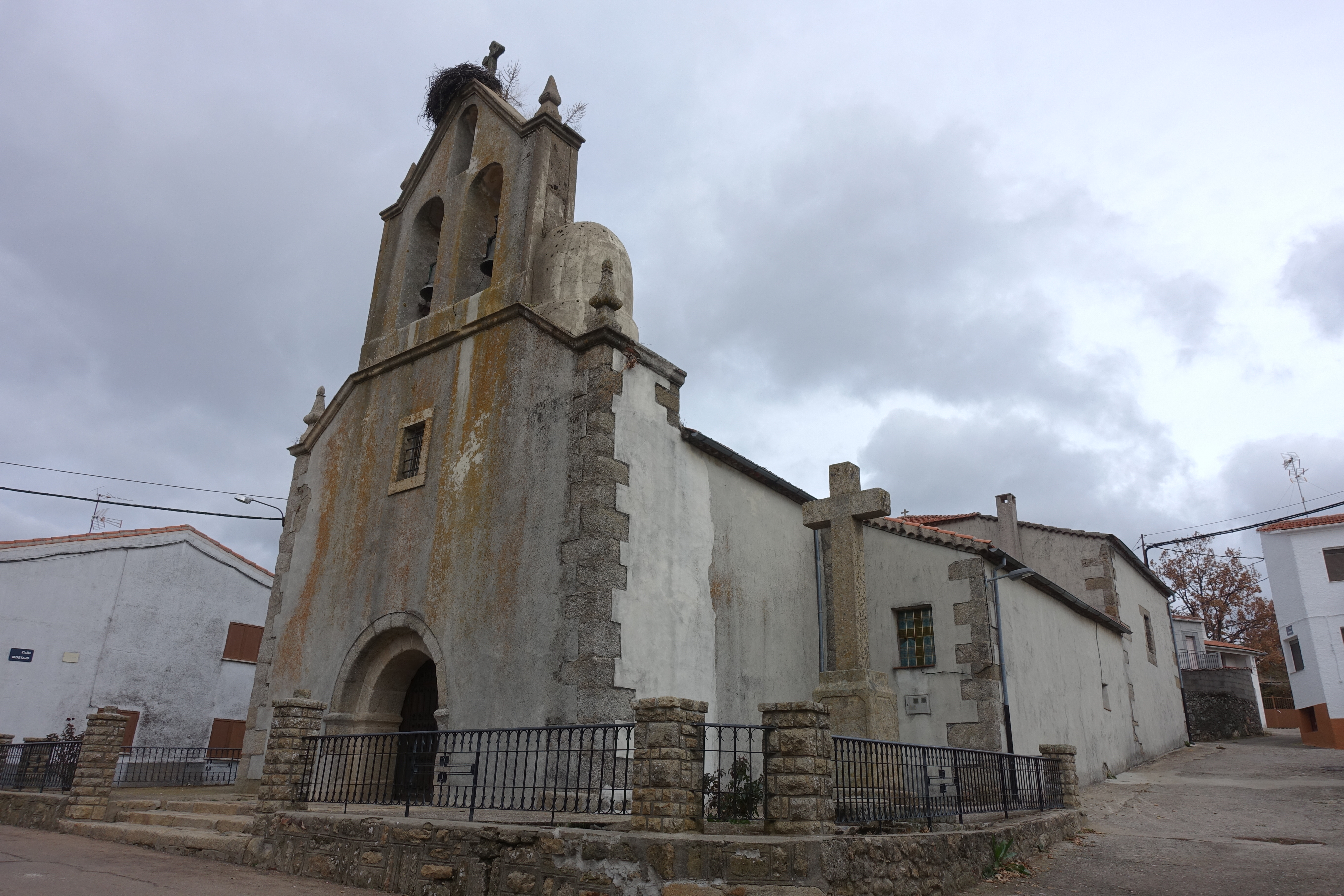
Kirche Unser Lieben Frau
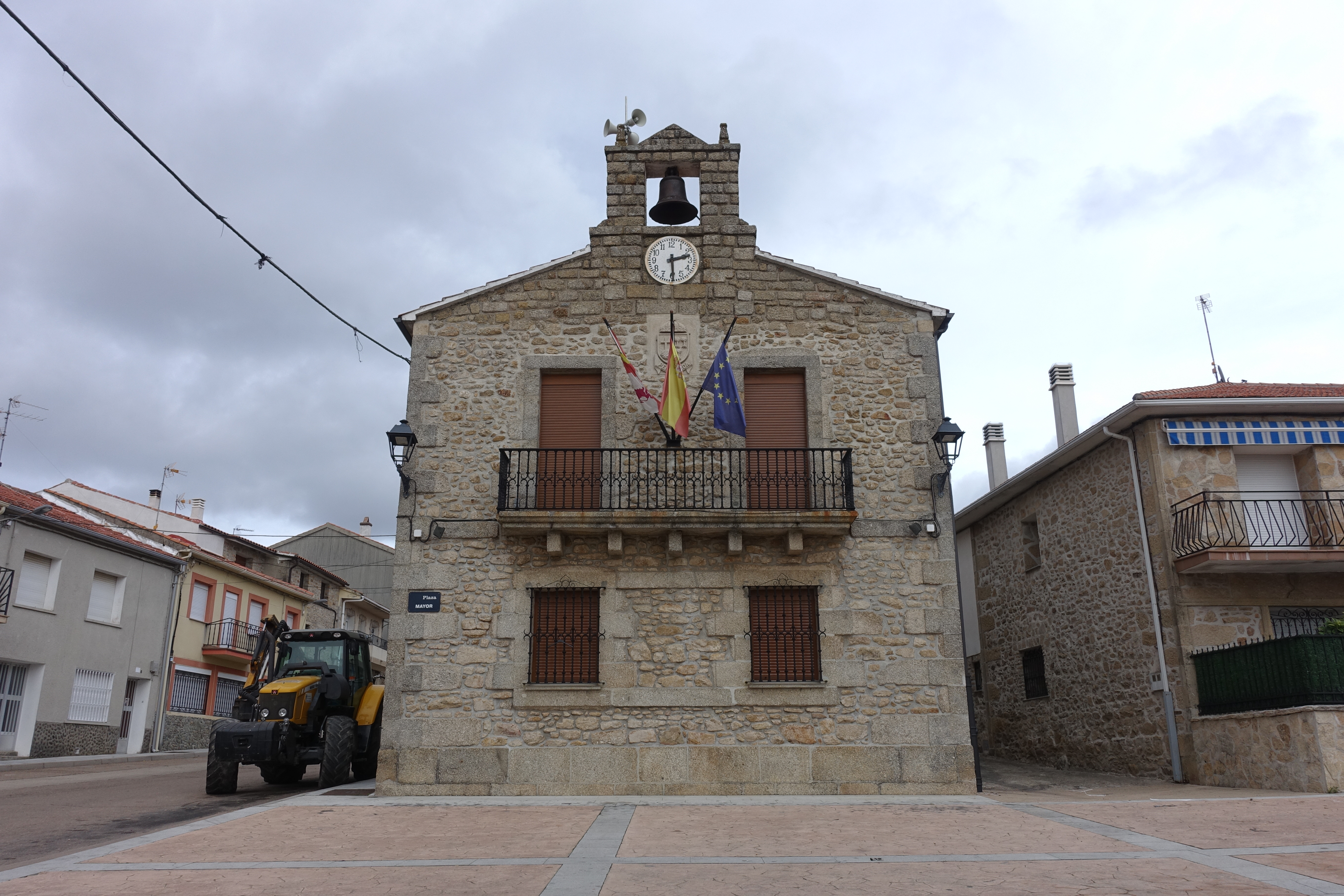
Rathaus